# Zuzana Ondrášková
Zuzana Ondrášková (* 3. Mai 1980 in Opava, damals ČSSR) ist eine ehemalige tschechische Tennisspielerin.

## Karriere
Ondrášková, die Sandplätze bevorzugte, wurde von ihrem Vater Petr Ondrasek trainiert. Sie trat hauptsächlich bei Turnieren des ITF Women’s Circuit an, auf denen sie 20 Einzeltitel feiern konnte.
Ihren größten sportlichen Erfolg erzielte sie im Jahr 2005, als sie bei ihrem Heimturnier in Prag ins Endspiel einzog, in dem sie allerdings Diana Safina in zwei Sätzen unterlag. 2010 verlor sie beim WTA-Turnier in Budapest (Kategorie: International) ihre Halbfinalpartie gegen die Schweizerin Patty Schnyder in drei Sätzen.
2013 beendete Ondrášková nach den Australian Open ihre Profikarriere, nachdem sie dort in der ersten Qualifikationsrunde ausgeschieden war.

## Turniersiege

### Einzel
| Nr. | Datum              | Turnier           | Kategorie   | Belag             | Finalgegnerin           | Ergebnis                |
| --- | ------------------ | ----------------- | ----------- | ----------------- | ----------------------- | ----------------------- |
| 1.  | 14. Juni 1998      | Kędzierzyn-Koźle  | ITF $10.000 | Sand              | Milena Nekvapilová      | 0:6, 6:1, 6:2           |
| 2.  | 19. Juli 1998      | Civitanova        | ITF $10.000 | Sand              | Magdalena Zdenovcová    | 6:2, 6:2                |
| 3.  | 15. November 1998  | Bossonnens        | ITF $10.000 | Hartplatz (Halle) | Laura Bao               | 6:2, 7:5                |
| 4.  | 9. April 2000      | Makarska          | ITF $10.000 | Sand              | Julija Bejhelsymer      | 6:2, 6:3                |
| 5.  | 18. Juni 2000      | Kędzierzyn-Koźle  | ITF $10.000 | Sand              | Olga Lazarchuk          | 7:5, 6:4                |
| 6.  | 6. August 2000     | Toruń             | ITF $10.000 | Sand              | Gabriela Chmelinová     | 6:0, 6:4                |
| 7.  | 20. August 2000    | Valašské Meziříčí | ITF $10.000 | Sand              | Lucie Steflová          | 6:4, 6:1                |
| 8.  | 1. Oktober 2000    | Makarska          | ITF $10.000 | Sand              | Oana-Elena Golimbioschi | 6:2, 6:2                |
| 9.  | 8. Oktober 2000    | Makarska          | ITF $25.000 | Sand              | Ioana Gaspar            | 4:0, 2:4, 1:4, 4:0, 4:1 |
| 10. | 9. September 2001  | Fano              | ITF $50.000 | Sand              | Anna Smaschnowa         | 3:6, 6:1, 7:5           |
| 11. | 11. Februar 2002   | London-Redbridge  | ITF $25.000 | Hartplatz (Halle) | Galina Fokina           | 5:7, 6:2, 7:5           |
| 12. | 18. Februar 2002   | London-Sutton     | ITF $25.000 | Hartplatz (Halle) | Dragana Zarić           | 7:65, 6:4               |
| 13. | 3. März 2003       | Ostrava           | ITF $25.000 | Teppich (Halle)   | Anne Keothavong         | 6:4, 7:61               |
| 14. | 20. April 2003     | Biarritz          | ITF $25.000 | Sand              | Natalia Gussoni         | 6:0, 6:3                |
| 15. | 20. September 2003 | Bordeaux          | ITF $75.000 | Sand              | Anabel Medina Garrigues | 6:74, 6:4, 6:3          |
| 16. | 18. Februar 2005   | Zagreb            | ITF $75.000 | Sand              | Zwetana Pironkowa       | 4:6, 6:4, 6:3           |
| 17. | 7. September 2008  | Brünn             | ITF $25.000 | Sand              | Anastasija Sevastova    | 6:4, 3:6, 6:2           |
| 18. | 29. März 2009      | Latina            | ITF $10.000 | Sand              | Anna Korzeniak          | 7:5, 6:73, 6:2          |
| 19. | 6. Juni 2010       | Brünn             | ITF $25.000 | Sand              | Kristína Kučová         | 6:3, 4:6, 6:2           |
| 20. | 19. September 2010 | Mestre            | ITF $50.000 | Sand              | Lucie Hradecká          | 6:3, 6:3                |

## Weltranglistenposition zum Jahresende
| Jahr  | 1997 | 1998 | 1999 | 2000 | 2001 | 2002 | 2003 | 2004 | 2005 | 2006 | 2007 | 2008 | 2009 | 2010 | 2011 | 2012 |
| ----- | ---- | ---- | ---- | ---- | ---- | ---- | ---- | ---- | ---- | ---- | ---- | ---- | ---- | ---- | ---- | ---- |
| Platz | 809  | 296  | 272  | 212  | 193  | 128  | 87   | 143  | 78   | 108  | 139  | 189  | 180  | 84   | 433  | 1119 |